# Sân bay Chokurdakh
Sân bay Chokurdakh (IATA: CKH, ICAO: UESO) là một sân bay ở Cộng hòa Sakha, Nga, cách Chokurdakh 1 km về phía bắc.

## Hãng hàng không và điểm đến
| Hãng hàng không  | Các điểm đến |
| ---------------- | ------------ |
| Yakutia Airlines | Yakutsk      |

## Thống kê
Nguồn: